# Tutto-trans-retinolo 13,14-reduttasi
La tutto-trans-retinolo 13,14-reduttasi è un enzima appartenente alla classe delle ossidoreduttasi, che catalizza la seguente reazione:
tutto-trans-13,14-diidroretinolo + accettore ⇄ tutto-trans-retinolo + accettore ridotto
La reazione sembra avvenire solo nella direzione opposta a quella sopra descritta, poiché l'enzima è specifico per il substrato tutto-trans-retinolo. Né il tutto-trans-acido retinoico né gli isomeri 9-cis, 11-cis o 13-cis-retinolo agiscono da substrati. Può giocare un ruolo nel metabolismo della vitamina A.